# 枕石寺
枕石寺（ちんせきじ）は、茨城県常陸太田市上河合町にある真宗大谷派の寺院である。山号は大門山（おおかどさん）、院号は伝灯院（でんとういん）。真宗二十四輩第15番入西房道円開基の名刹であり、寺に伝わる「紺紙金泥三部妙典」は常陸太田市指定文化財に指定されている。枕石寺に伝わる創建の縁起は倉田百三の戯曲『出家とその弟子』に描かれたことで知られ、周辺は「梵天山古墳群と枕石寺」として茨城百景の一つに選定されている。なお、本項では現在の常陸太田市上大門町にあった同名の枕石寺についても併せて解説する。

## 概要

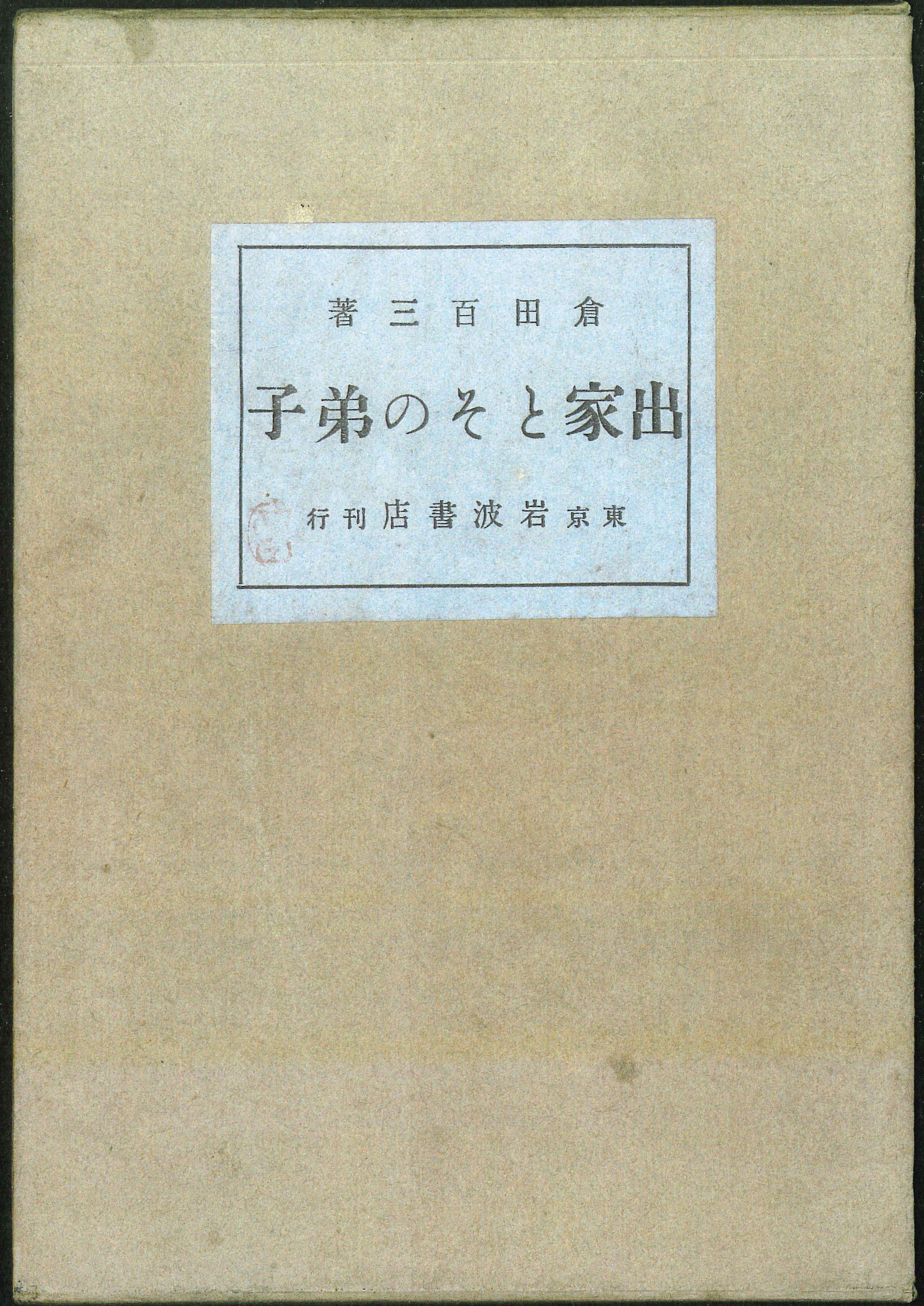
『出家とその弟子』
初版本表紙（函）

1212年（建暦2年）、真宗二十四輩第15番入西房道円によって、常陸国久慈郡大門村（現在の茨城県常陸太田市下大門町）で創建された。真宗大谷派に属する。寺伝で伝わる「親鸞雪中枕石」の創建の縁起は、倉田百三が戯曲『出家とその弟子』で描いたことで広く知られている。
その後、同郡内田村（現在の同市内田町）を経て、1540年（天文9年）に同郡上河合村（現在の同市上河合町）に移転したとされる。内田村時代は内田山と号していたが、徳川光圀によって「大門山傳燈院」の山号・院号が与えられた。本尊の阿弥陀如来像も光圀が寄贈したとされている。
常陸太田市指定文化財の「紺紙金泥三部妙典」のほか、親鸞が雪中で枕にしたと伝わる「枕石」、親鸞直筆と伝わる「六字名号」、道円筆とされる「二十四輩仁法の絵像」などの寺宝を有する。境内はツツジの花やカエデの紅葉が美しく、周辺は「梵天山古墳群と枕石寺」として1950年（昭和25年）5月10日に茨城百景の一つに選定された。
なお、同市内には上大門町にも枕石寺跡とされる地がある。この上大門の枕石寺は、下大門で創建された上記の枕石寺とは別寺であるとする資料がある一方で、同源であるとするものや、「不詳」とする資料などもある。上大門の枕石寺は、常福寺の末寺にあたる浄土宗の寺院であったが、1843年（天保14年）に廃寺となっている。

## 歴史

### 創建縁起

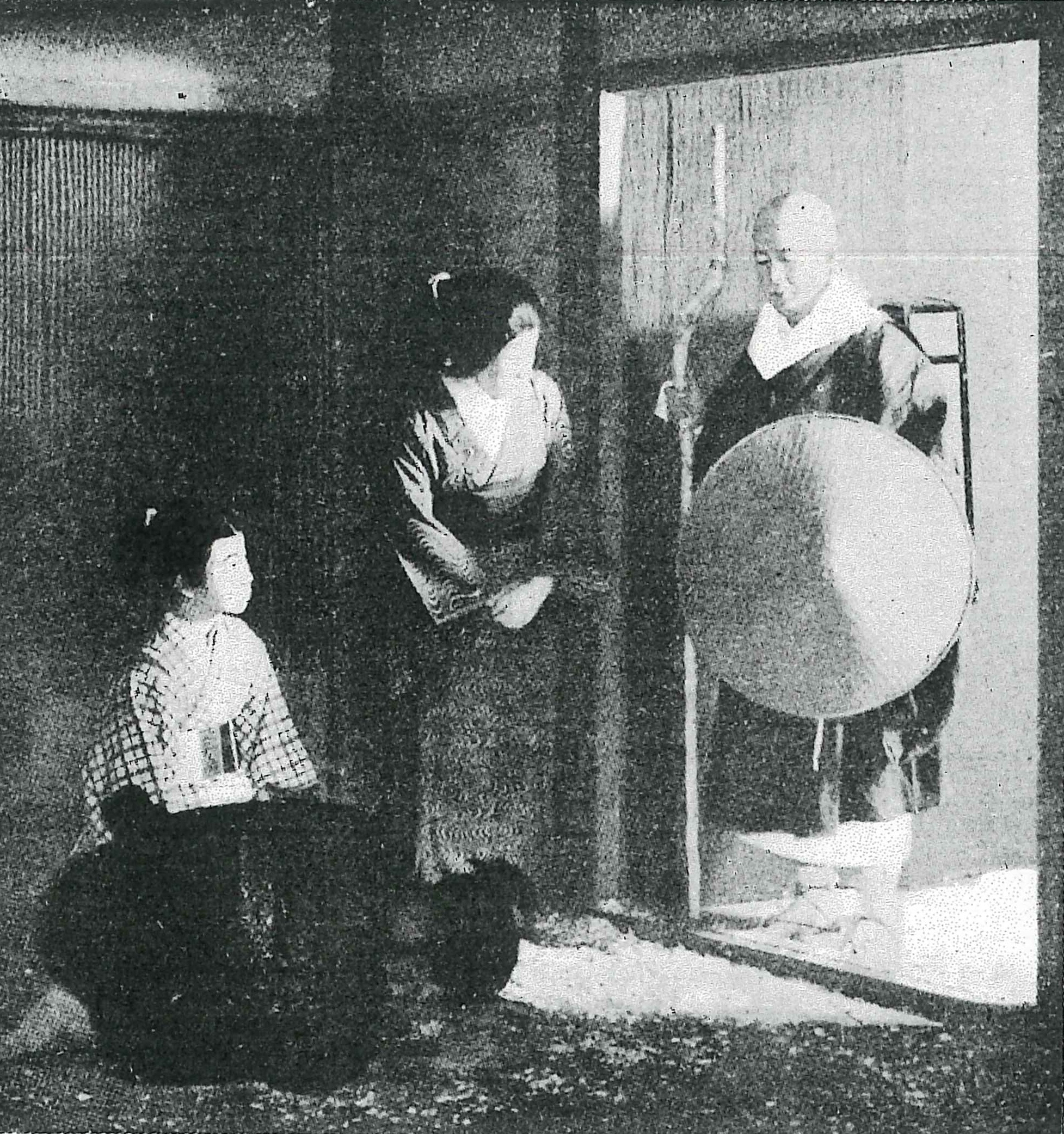
『出家とその弟子』第一幕
（親鸞に詫びる日野左衛門）

寺伝によると、創建の縁起は次の通りである。
近江国蒲生郡日野出身の日野左衛門尉頼秋は、北面武士であったが、驕慢な振る舞いが多く常陸国に配流となった。のち1207年（承元元年）には赦免されたが京には戻らず、そのまま久慈郡大門に居ついた。常陸国に土着した頼秋は、盗賊をしていたともいわれる。
1212年（建暦2年）、雪の中を弟子の性信と西仏とともに常陸国を行脚していた親鸞は、大門郷に差し掛かったところで日が暮れたため、頼秋宅の門を叩き一夜の宿を求めた。しかし頼秋は「樹下石上は沙門の習いなれば、とくとく去れ」と冷たく断り、さらには杖で親鸞を打とうとしたため、やむなく親鸞は門前で石を枕に夜を明かすことにした。
このとき親鸞は、
「わびしさに（わびしきは） 石を枕に 假寝して 明くるを待つは ひさしかりける」
「寒くとも たもとに入れよ 西の風 みだの国より 吹くと 思へば」
と詠んだ。
その夜、頼秋の夢に千手観音が現れて頼秋を諭した。頼秋は驚き、戸外で寝ていた親鸞を家に招き入れ、罪を詫びた。親鸞は頼秋に阿弥陀仏の教えを説き、頼秋は歓喜してその教えを受け入れ、親鸞の弟子となって入西房道円の法名を与えられた。道円は自らの居宅を寺とし、親鸞が石を枕にしたことにちなんで「枕石寺」と名付けた。
この伝説は、倉田百三の戯曲『出家とその弟子』に描かれたことによって広く知られている。しかし、親鸞が配流されていた越後国から常陸国に移ったのは1214年（建保2年）とされており、1212年（建暦2年）には常陸国にはいない。そのため、少なくともこの伝説の年代については疑問が呈されている。ただし、親鸞は日野有範の子で頼秋と出身地が同じであること、当時の大門は山深く不便な地であったことなどから、自らと同じく配流の身となった同族の頼秋を親鸞がわざわざ訪ねた可能性もあるとする指摘もある。

### 創建後
開基から21年後の1232年（貞永元年）、道円は内田村（現在の常陸太田市内田町）に移り、山号を内田山とした。1245年（寛元3年）に道円が没すると、寺は俗弟の唯円（日野頼俊）が相続した。枕石寺の系図では、親鸞を開山第一世とし、道円を二世、唯円を三世としている。
内田村時代の枕石寺は里川の河川敷にあったため、たびたび洪水に悩まされ、1540年（天文9年）には現在の上河合の地に移転した。現在地に移転した後の1666年（寛文6年）の洪水では、移転後も旧地に残されていた墓石などが流され、わずかに残った石碑などは里川の西に移された。1663年（寛文3年）の開基帳によると、「末寺四ケ寺百姓旦那四百九人」を擁していたとされている。
1673年（延宝3年）、徳川光圀が親鸞作とされる阿弥陀如来像を寄進し、本尊となった。光圀は、1678年（延宝6年）には、山号を「大門山」、院号を「傳燈院」に改めさせ、本堂の額を贈っている。また、光圀は、「伝えこし 石を枕の ことわりや 世々にかゝぐる 法のともし火」の和歌を残している。
なお、堂宇は1829年（文政12年）に一度焼失したが、1843年（天保14年）に再建された。枕石寺の住職は、道円の子孫によって代々法灯が継承されている。

### 年表
- 1212年（建暦2年） - 久慈郡下大門村（現在の常陸太田市下大門町）に創建[3][16][17][注釈 2]
- 1232年（貞永元年） - 同郡内田村（現在の常陸太田市内田町）に移転[21][22][25]、山号を内田山とする[22][33]
- 1540年（天文9年） - 同郡上河合村（現在の常陸太田市上河合町）の現在地に移転[7][23][24][46][注釈 3]
- 1673年（延宝元年） - 本尊となる阿弥陀如来像を徳川光圀が寄進[5][32][33]
- 1678年（延宝6年） - 徳川光圀が山号を「大門山」に改め[8][33]、額を寄進[23]
- 1829年（文政12年） - 堂宇焼失[30]
- 1843年（天保14年） - 堂宇再建[30]

## 境内・周辺
枕石寺の門は、内田への移転時に道円が自ら建てたものであると伝わり、現在地に移転した際に移築されたものである。現存する旧跡寺院の門の中でも最も古いものの一つとされている。本堂は1829年（文政12年）に焼失した後1843年（天保14年）に再建されたもので、境内にあった木を伐採して建てられたと伝わる。本堂の内陣の中央には須弥壇が置かれている。
境内には、オハツキイチョウやサルスベリなどがあり、特に前庭のツツジの花やカエデの紅葉、芝の緑が美しい。また、本堂の正面右手には「親鸞聖人雪中枕石の聖跡」の石碑が建っている。
枕石寺周辺は、高山塚古墳群や百穴を含む「梵天山古墳群と枕石寺」として、茨城県が茨城県観光審議会の審議を経て1950年（昭和25年）5月1日に決定した茨城百景の一つに選定されている。親鸞ゆかりの寺院として、現在も多くの参拝客が訪れる。
- 山門
- 本堂

## 文化財など

### 常陸太田市指定文化財
- 紺紙金泥三部妙典[6][35]（1967年（昭和42年）8月31日指定[35]）
三部妙典とは、無量寿経（上下2巻）、観無量寿経、阿弥陀経の3部4巻を指すが、枕石寺の三部妙典は阿弥陀経を欠く3巻が残されている[35][62]。元々は水晶を軸とした巻子本で、表紙はくちなし地に三筋銀の亀甲つなぎ紋の入った錦で、見返し部分は金紙[35][62]。本紙は紺紙で字面の幅は25センチメートル[35][62]。1行に17文字ずつの経文が金泥によって力強い楷書体で記されている[62]。ただし、現在では糊がはがれて、縦37センチメートル、横50センチメートル、各巻16枚のまくりとなっている[35][62]。
金紙部分に墨で記された書入れによれば、1232年（貞永元年）に親鸞の命により本寺三世唯円が書いたとされ[62]、紺紙は時の執権北条泰時に寄付されたものとされている[30]。ただし、書き込みは後世のものと考えられており[62]、実際のところは詳らかではない[30]。

### 寺宝
- 枕石[7][27][38][51]（親鸞雪中枕石[32][63]）
親鸞が枕にしたと伝わる石[36]。長さ約8寸、幅約4寸[51]。黒色の中に一筋の白い光沢のある石であり、異常に重いとされている[51]。親鸞の手彫りと伝えられる「大心海」の三文字が彫刻され[33][39][53]、裏には「建暦壬申仲冬二十七夜」とある[42]。
年に一度、11月26日にのみ公開される[34]。
- 六字名号[32][34][38]
親鸞直筆と伝わる[27][34][37][38]。
- 二十四輩仁法の絵像[6][32][39]
道円筆とされる[5][39]。
- 御伝鈔八段[4][6][32]
- 親鸞笈仏[32]

## 所在地・アクセス
JR水郡線河合駅の南西約700メートルに所在する。山田川の北岸、久慈川と合流する付近の山田川堤防の下にある。
住所
茨城県常陸太田市上河合町1102-1
交通
JR水郡線河合駅から徒歩10分
茨城交通バス「河合十文字」バス停から徒歩10分

## 上大門の枕石寺
茨城県常陸太田市には、下大門町と内田町のほかに上大門町にも枕石寺跡が存在する。こちらは上記の上河合の枕石寺とは別に1293年（永仁元年）に常福寺の常光（定光）和尚が開山したと伝えられる浄土宗の寺院跡であるとされるが、上河合の枕石寺と同源であるとするものや、「不詳」とする資料もある。山号は瀧上山、院号は西光院。1843年（天保14年）に廃寺となった。

### 上大門の枕石寺の歴史

#### 伝承
本山であった瓜連村の常福寺の記録によれば、創建にまつわる伝承は以下の通りである。
常福寺の僧であった常光上人は、大門村に住んでいた。1293年（永仁元年）のある日、一人の僧がこの地を訪れ、石を枕に一宿した。翌日、夜が明けると僧の姿はどこにもなく、ただ一体の仏像だけが残されていた。常光上人は、これを機縁として村人に呼び掛けて一寺を創建し、枕石寺と名付けた。以後、常光上人は、1323年（元亨3年）に示寂するまで31年間本寺に住した。
ただし、常光によって創建されたのは1249年（宝治3年/建長元年）であり、その後、一旦廃寺となったのちに1293年（永仁元年）に再建されたとしている資料もある。
一方で、上大門の枕石寺は、上河合の枕石寺と起源は同じであるとする伝承もある。
元々枕石寺は上大門にあったが、浄土宗に帰依した太田城主が領内の寺院を浄土宗に改宗させようとし、寺号や本尊はそのままに、真宗の僧侶を追い出して浄土宗の僧を送り込んだ。追い出された真宗の僧は、別地に道円の血脈による枕石寺を再興し、これが現在の上河合の枕石寺となった。上河合の枕石寺は、1729年（享保14年）になって本尊や枕石を上大門の枕石寺から取り戻した。
これらのほか、上河合の枕石寺との関係について、大峰貫道著『親鸞聖人二十四輩順拝記』では、「枕石寺は中世廃退に及び、昔しの大門村より二里餘り水戸に近かよりたる川合村、卽現今の所に轉寺再興す。舊大門村寺跡に淨土宗の寺院を造築す」としており、平凡社の『茨城県の地名』（日本歴史地名体系第8巻）では、「上大門滝ノ沢の山間にも枕石寺跡があり、跡地や僧侶墓碑などが画然として残るが、その創立や廃寺については不詳」としている。

#### 寺歴
上大門の枕石寺に関する史料は少なく、上記伝承のほかには、地元に「佐竹氏の時代に兵火で焼かれた」ことがあるとする口承が残る程度である。文献にその名が現れるのは1582年（天正10年）であり、常福寺の記録によれば、この年に「枕石寺の廓誉和尚の弟子である然誉和尚が今の瑞竜町小野に清光寺を創建した」とされており、この時点までに上大門の枕石寺は常福寺の末寺として存在していたと考えられる。
江戸時代になると、寺領として6石を有し、檀家は95程度であったと考えられている。決して裕福とは言えないながらも上大門の枕石寺の僧はよく修行に励み、1717年（享保2年）に常福寺が近隣の末寺から優秀な者を選んで蓮華院の院代とするようになると、上大門の枕石寺から快誉上人独妙が第2代の院代、静誉上人冏海が第14代の院代を務めた。しかし、冏海が二人の門弟を抱えていたとする1838年（天保9年）の記録を最後に上大門の枕石寺に関する史料は途絶え、1843年（天保14年）に「永無住」を理由に廃寺となった。廃寺時点での石高は4石2斗3升6合であった。
廃寺後、上大門の枕石寺跡は畑として耕作され、僧侶の墓碑十数基などが残されていたが、現在ではゴルフ場となっている。

### 発掘調査
上大門の枕石寺跡は、ゴルフ場として開発されるにあたり常陸太田市教育委員会によって発掘調査が行われた。調査では、地元の口承を裏付けるように、焼土層が見られ、焼けた廃材や灰を埋めた痕跡も認められた。発見された遺物等はそれほど多くなく、廃寺時に持ち去られたか長年畑として耕作されるうちに取り除かれたと思われたが、それでも排水溝、掘立柱建物の柱穴、礎石を伴う建造物の根石などの遺構が確認された。特に寺域全体に見られた排水溝の遺構は精緻で、調査時点でも湧水を逃がす流れが確認され排水溝として機能していたほどであった。なお、鎌倉時代創建とされているにもかかわらず、わずかに発見された遺物のほとんどは江戸時代のもので、室町時代以前のものは4点のみであった。
柱穴や根石の配置などから、伽藍の配置は、最北端に南向きで三間四面の草葺きの開山堂、その西に東向きの四間五面の本堂、そしてその間に開山堂と同規模の住職の住まいがあったと推定された。また、本堂のものと思われる根石群の周囲にも根石群が広がっており、本堂に付随する回廊もあったのではないかとも考えられている。